# Elena Popescu
Elena Popescu, moldavska atletinja, * 6. september 1989, Chișinău.
Elena Popescu je tekačica na srednje proge, ki je za Moldavijo nastopila na Poletnih olimpijskih igrah 2012, v teku na 800 metrov.